# Lilium carniolicum
Espèce
Classification APG III (2009)
Lilium carniolicum est une espèce de plantes à fleurs de la famille des Liliaceae, du genre Lilium (les lys ou lis).
Les sous-espèces suivantes sont répertoriées:
- Lilium carniolicum subsp. albanicum (Griseb.) Hayek
- Lilium carniolicum subsp. bosniacum Beck.
- Lilium carniolicum subsp. jankae (A.Kern.) Hayek
- Lilium carniolicum subsp. ponticum (K.Koch) P.H.Davis & D.M.Hend.